# Spoorlijn Brig - Zermatt
De spoorlijn Brig - Zermatt is een Zwitserse spoorlijn van de Matterhorn Gotthard Bahn (afgekort MGB). De spoorlijn tussen Brig en Visp in het Rhônedal en het bergdorp Zermatt in het Mattertal werd vergund aan en gebouwd door de op 10 oktober 1888 opgerichte Compagnie du Chemin de Fer de Viège à Zermatt SA (VZ), die later door het leven ging als de Brig-Visp-Zermatt-Bahn (afgekort BVZ). In 2003 ging de BVZ in een fusie op in de Matterhorn Gotthard Bahn.

## Geschiedenis

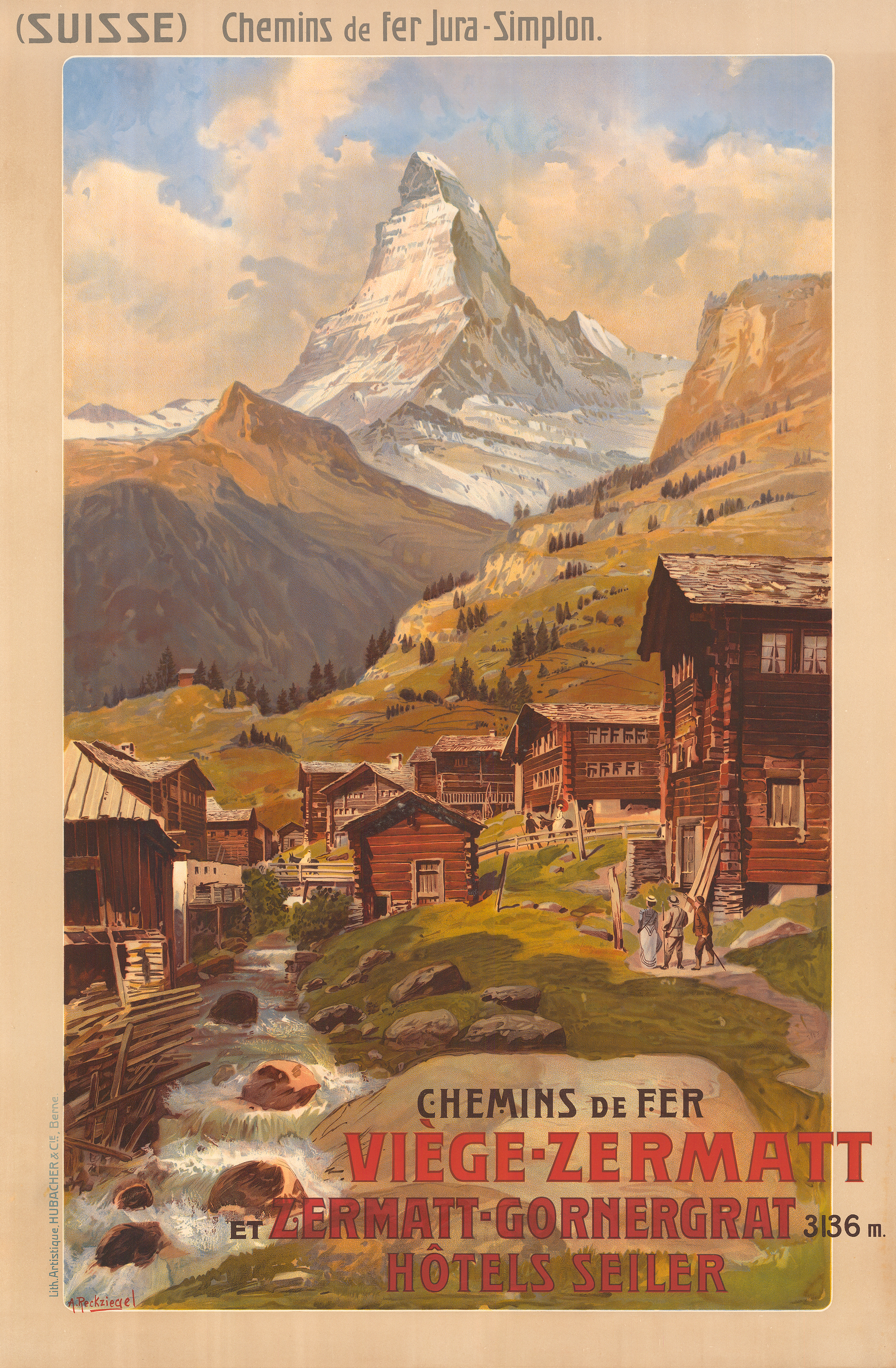
Affiche uit 1898.

Op 21 september 1886 verleende de Bundesrat een eerste concessie aan de Banque Masson, Chavannes & Cie te Lausanne alsmede aan de Basler Handelsbank. De oorspronkelijke aanvraag voorzag in een smalspoorlijn van Visp (Viège) naar Zermatt met een spoorwijdte van 750 mm met gemengd traject voor zowel adhesie als tandstaaf. Op aanwijzing van de Bundesrat is de spoorwijdte gewijzigd in 1.000 mm (meterspoor).
In 1888 werd begonnen met de bouw van de route tussen Visp en Zermatt. Deze werd geopend in 1891 als VZ Visp-Zermatt-Bahn. De treindiensten werden in het begin alleen tijdens de zomermaanden uitgevoerd.
De start van de bouw was op 27 november 1888 te Visp. Op 3 juli 1890 werd het treinverkeer op het eerste deel van het traject tussen Visp en Stalden begonnen langs het rivierbekken van de Vispa op de bodem van het Vispertal. Reeds op 26 augustus 1890 bereikte de eerste trein Sankt Niklaus in het Mattertal, maar door een ongewoon strenge winter duurde de bouw nog vele maanden. Eerst op 18 juli 1891 kon het gehele traject tot Zermatt in gebruik worden genomen.
In 1930 werd de lijn doorgetrokken naar Brig en het bedrijf veranderde zijn naam in Brig-Visp-Zermatt-Bahn (BVZ). In station Brig bestaat sinds 1930 aansluiting op de Furka-Oberalp-Bahn (FO). Hierdoor werd het mogelijk de Glacier Express tussen Zermatt en Sankt Moritz te laten rijden. De verkeersweg naar Zermatt werd in 1931 gesloten en vervangen door het gebruikmaken van de treindiensten op het traject Täsch – Zermatt. Daarom moeten bezoekers voor Zermatt die met de auto komen, deze in Brig, Visp of de grote parkeergarage(Matterhorn Terminal) in Täsch achterlaten en hun reis met de trein vervolgen. Vanaf Täsch rijden hiervoor speciale pendeltreinen naar Zermatt en in Brig of Visp kan men de reguliere trein nemen. Sinds 1932 wordt de spoorlijn het gehele jaar bediend.

### Fusie
Op 1 januari 2003 fuseerde de BVZ met de Furka-Oberalp-Bahn (FO) en vormde de Matterhorn Gotthard Bahn (MGB).

## Tandradsysteem
De BVZ maakt gebruik van het tandradsysteem Abt. Abt is een systeem voor tandradspoorwegen, ontwikkeld door de Zwitserse ingenieur Carl Roman Abt (1850-1933).

## Elektrische tractie
In een studie opdracht van 1919 werd het gebruik van gelijkstroom met een spanning van 1500 tot 3000 V aanbevolen. Om kosten te besparen zou men onderdelen van stoomlocomotieven bij de bouw van elektrische locomotieven moeten hergebruiken.
Eerst in 1927 kwamen er nieuwe plannen voor het omzetten naar een elektrische bedrijfsvoering. Nu werd gedacht aan een hogere wisselstroomspanning met een frequentie van 16 2/3 Hz. Dit bood het voordeel dat men alleen een aansluitpunt bij Visp hoefde te installeren. Overwogen werd om het stroomsysteem van de SBB met 15.000 volt onveranderd door te voeren. Doch dit idee werd snel verlaten. Door de toepassing van een lagere spanning kon men de locomotieven voorzien van luchtgekoelde transformatoren in plaats van de bij 15.000 volt noodzakelijke zwaardere olie gekoelde transformatoren. Hierdoor zou het gewicht van een locomotief behoorlijk hoger zijn dan tot dus verre gebruikelijk was. Te meer om dat de Rhätische Bahn op de Engadiner spoorlijn een elektrische bedrijfsvoering met 11.000 volt wisselstroom met succes had doorgevoerd, was dit een groot voordeel van een lagere spanning.
Besloten werd om een stroomsysteem te kiezen waarbij rekening werd gehouden met de toekomstige elektrificatie bij de Furka-Oberalp-Bahn (FO), zodat dan zonder problemen een doorgaand spoorbedrijf mogelijk bleef. Hierdoor werd besloten op de Visp-Zermatt-Bahn een spanning van 11.000 volt 16 2/3 Hz te gebruiken. Vanaf 1929 werd er op het gehele traject volgens dienstregeling elektrisch gereden.